# Inversão partidária (1868)

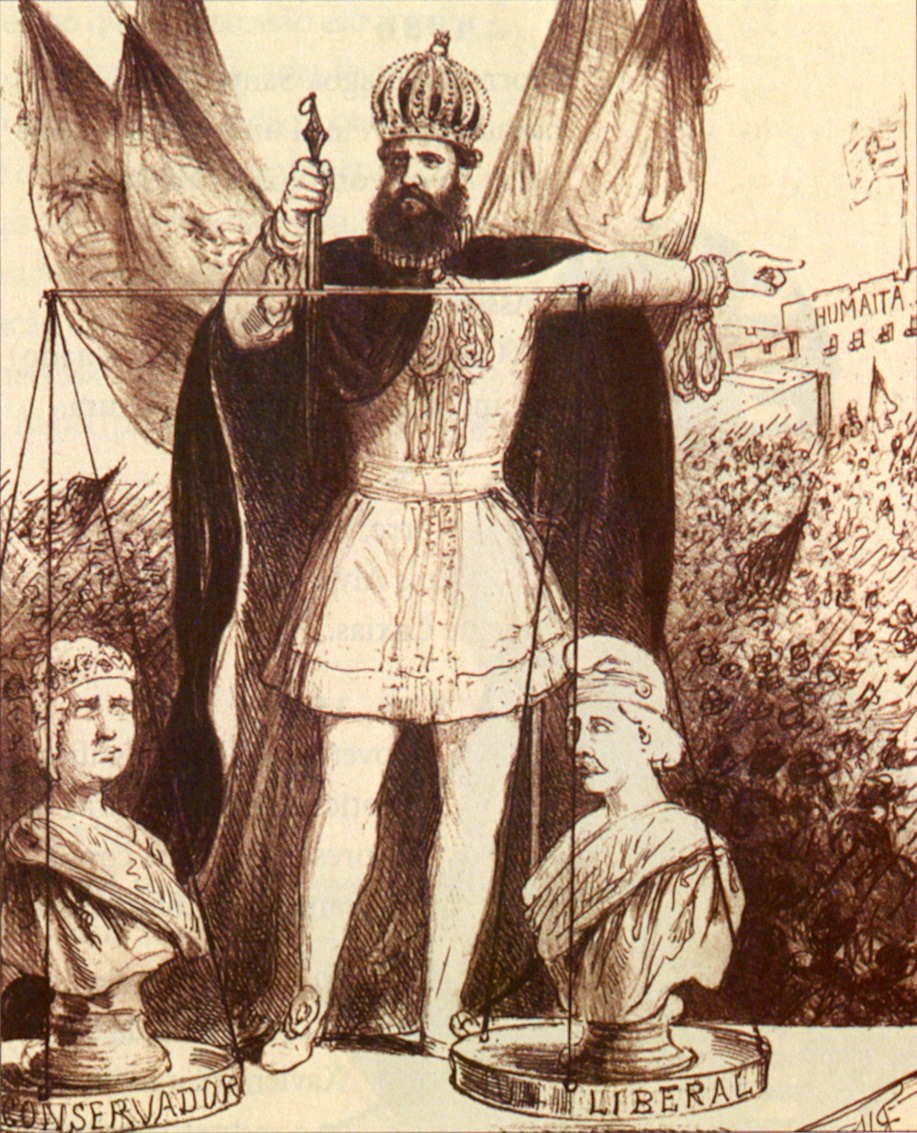
Charge de 1865 a respeito do Poder Moderador, exercido pelo Imperador D. Pedro II.

A chamada "inversão partidária" foi uma crise política ocorrida no Império do Brasil em 1868, quando a Liga Progressista foi retirada do poder, mesmo contando com maioria parlamentar, e substituída pelo Partido Conservador, então na oposição, sob a intervenção do Poder Moderador.

## Contexto

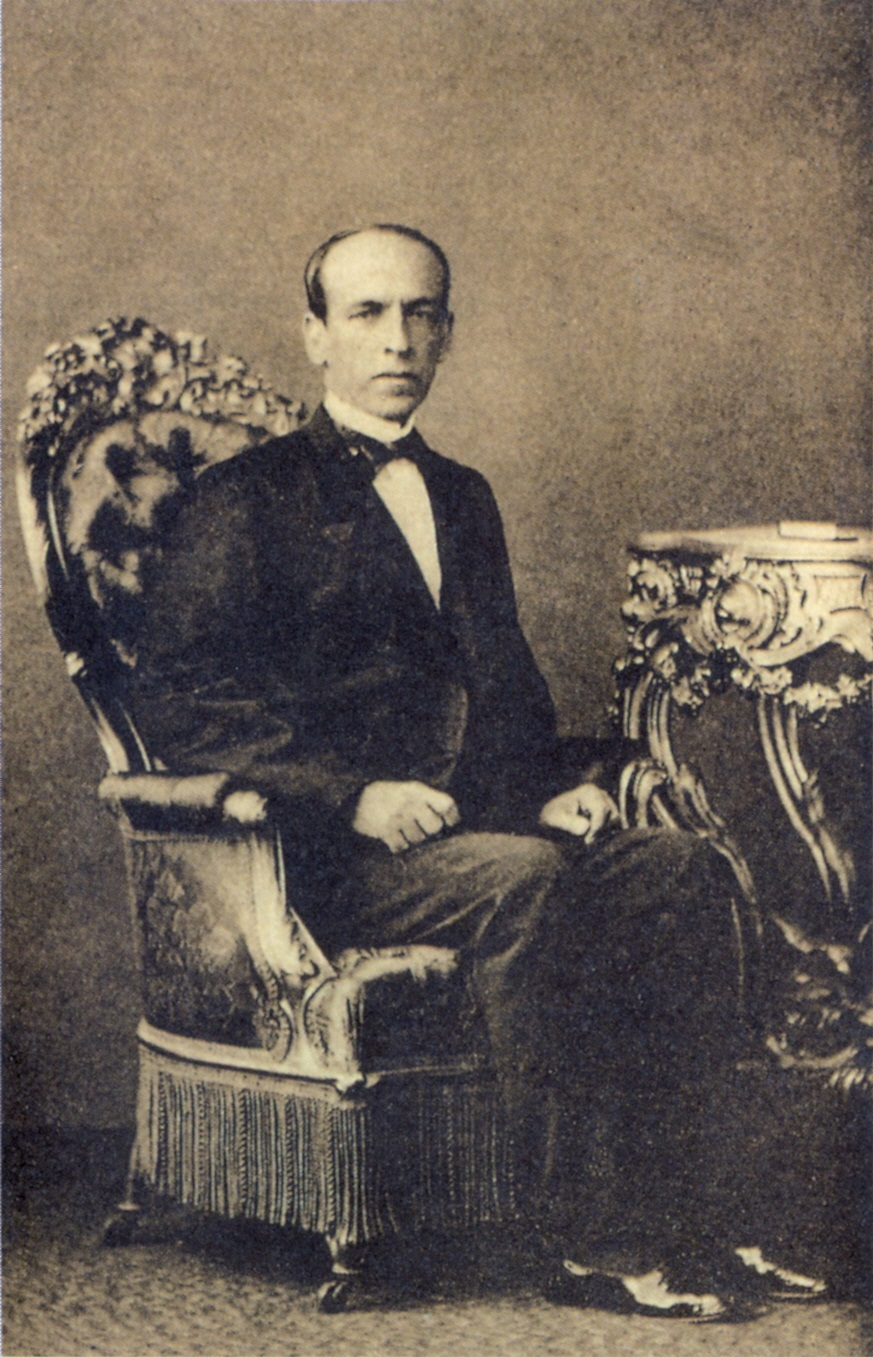
Zacarias de Góis e Vasconcelos (1866), um dos principais líderes da Liga Progressista

Formada a partir da união de liberais históricos e de uma dissidência conservadora, a Liga Progressista chegou ao poder em 1862. Segundo Sérgio Buarque de Holanda (2004):
Surpresa de votação, em plenário da Câmara dos Deputados, leva à política que se chamou da Liga ou do Partido Progressista, que se estende de 1862 a 1868. É nova tentativa de conciliação, sem apelo a todas as forças, em que se compõem liberais e conservadores moderados.
Embora em seu início os progressistas tenham amargado derrotas (o Gabinete Zacarias de 24 maio de 1862 durou apenas 6 dias), o grupo conseguiu se estabelecer como força dominante em um contexto de extrema crise: a Guerra do Paraguai (1864-1870).

## Causas

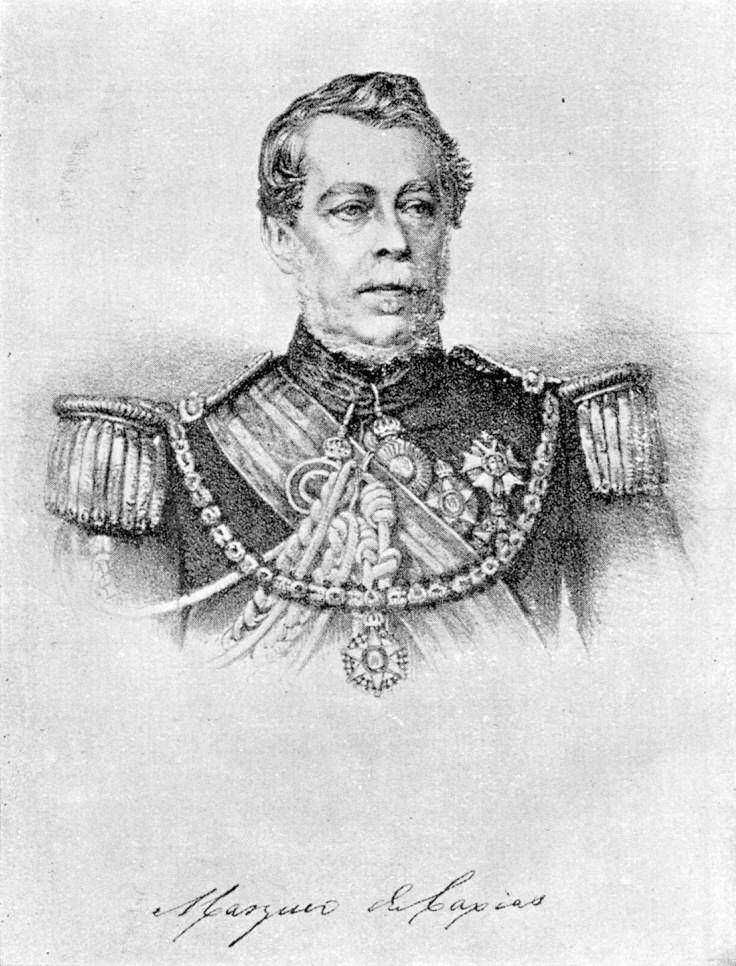
Luís Alves de Lima e Silva, Duque de Caxias (1869), comandante do Exército Brasileiro na Guerra do Paraguai

As divergências entre a Liga Progressista e Luís Alves de Lima e Silva, então Marquês de Caxias, comandante das forças aliadas no conflito contra o Paraguai, tiveram início ainda em 1865, sob a gestão de Francisco José Furtado. Na verdade, as divergências nasceram da própria nomeação de Caxias, homem forte do Partido Conservador, então na oposição.
Em 1865, Henrique Pedro Carlos de Beaurepaire-Rohan, Ministro da Guerra, desentendeu-se com Caxias a respeito dos planos militares do Marquês e do uso da Guarda Nacional na província do Rio Grande do Sul. No anos subsequentes, a oposição liberal que apoiava a Liga, assim como jornais apoiadores do governo, criticavam as ações do comandante do Exército Brasileiro no Paraguai.
Em 1868, alegando divergências com o 3º Gabinete Zacarias e com as críticas generalizadas da imprensa liberal, Caxias apresentou sua demissão. Levando a questão ao Conselho de Estado, o Imperador Pedro II deveria decidir pela manutenção do gabinete no poder ou pela recusa à demissão de Caxias, mantendo-o no comando das tropas. A escolha recaiu sobre Caxias e Zacarias foi demitido com todo seu ministério, sendo substituído por um gabinete liderado por Joaquim José Rodrigues Torres, Visconde de Itaboraí, embora Zacarias possuísse maioria parlamentar a seu favor.

## Consequências

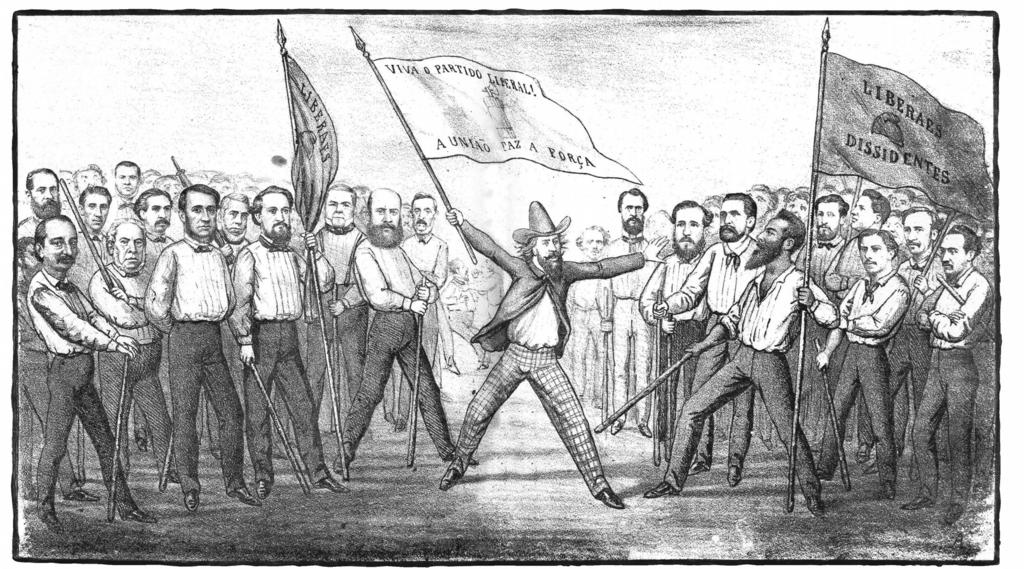
Charge ilustrando as divisões dentro do Partido Liberal no final da década de 1860.

Segundo Filipe Nicoletti Ribeiro (2015):
[...] a queda do terceiro ministério Zacarias, e com ele da Liga Progressista, e a subsequente “inversão” partidária, com a ascensão do Partido Conservador, na figura do visconde de Itaboraí, teria precipitado, para alguns autores, a crise política mais aguda pela qual passou o país durante o longo Segundo Reinado, decisiva para o desenrolar das duas décadas seguintes e seu conhecido desfecho, a 15 de novembro de 1889. Outros autores, mesmo não atribuindo ao episódio citado a mesma gravidade, também consideram a queda do terceiro ministério Zacarias um marco crítico da história do Império, influenciando decisivamente os eventos que, a partir da década de 1870, colocariam o regime em rota descendente.
A medida tomada por D. Pedro II era constitucional, pois a Constituição de 1824 previa tal ação entre as prerrogativas do Poder Moderador. Contudo, não foi bem vista entre os membros do governo demissionário e da oposição liberal, configurando-se em uma das maiores crises políticas do Segundo Reinado.

Alegando a ilegitimidade da situação, o deputado liberal José Bonifácio de Andrada e Silva, o Moço (SP), colocou em cheque a legitimidade do próprio regime imperial em discurso no Senado:
Não é isto uma farsa? Não é isto um verdadeiro absolutismo, no estado em que se acham as eleições no nosso país? Vede este sorites fatal, este sorites que acaba com a existência do sistema representativo: o Poder Moderador pode chamar a quem quiser para organizar ministérios; esta pessoa faz a eleição, porque há de fazê-la; esta eleição faz a maioria. Eis aí o sistema representativo do nosso país!”
A “inversão partidária” de 1868 teve como principal consequência a dissolução da Liga Progressista, voltando-se seus membros ao Partido Liberal. Porém, a velha agremiação também acabou se dissolvendo em uma profunda cisão entre liberais e radicais. Os liberais históricos fundaram o Centro Liberal, buscando reorganizar os membros do partido e atualizar suas bandeiras. A sigla foi refundada em 1869, retornando ao poder apenas em 1878.
Por outro lado, liberais dissidentes, insatisfeitos com a moderação de seus correligionários e descrentes na possibilidade de reforma do sistema imperial vigente, fundaram o Clube Radical, em 1868. A nova agremiação foi responsável por trazer ao debate temas considerados inovadores para o período, como o sufrágio direto, a descentralização administrativa e a abolição da escravidão. Dois anos depois, em 1870, o Clube seria convertido em “Clube Republicano”, dando início ao Movimento Republicano no Brasil e à crise do Império brasileiro.